# Фаминцын, Андрей Сергеевич
Андре́й Серге́евич Фа́минцын (17 [29] июня 1835, Москва, Российская империя — 8 декабря 1918, Петроград, РСФСР) — русский ботаник, ординарный профессор Санкт-Петербургского университета, ординарный академик Императорской Санкт-Петербургской Академии наук (экстраординарный с 1883 года, ординарный с 1891 года), общественный деятель.
Профессор, заведующий кафедрой физиологии растений Санкт-Петербургского университета. Основоположник петербургской школы физиологов растений; автор первого отечественного учебника по физиологии растений (1887). Основные труды Фаминцына связаны с фотосинтезом и обменом веществ в растениях. В докторской диссертации «Действие света на водоросли и некоторые другие близкие к ним организмы» (1866) Фаминцын впервые доказал, что процесс ассимиляции CO2 и образование крахмала в зелёных клетках водорослей могут происходить не только при естественном дневном свете, но и при искусственном освещении. Вместе с О. В. Баранецким (1867) показал сложную природу лишайников и впервые выделил из лишайников зелёные клетки (гонидии), установив тождество их со свободноживущими водорослями. Открыл симбиоз водорослей с радиоляриями. Развивал теорию симбиогенеза.
В области эмбриологии одним из первых приступил к изучению развития зародыша у однодольных. Впервые в России начал развивать экспериментальные исследования в физиологии растений.
В Петербургской Академии наук по его инициативе была организована в 1890 году ботаническая лаборатория — первое в России специальное научно-исследовательское учреждение по физиологии растений.
Фаминцын был инициатором образования (1901) и председателем Бюро библиографии по естествознанию и математике в России при Академии наук, вместе с В. И. Вернадским был инициатором создания Комиссии по изучению естественных производительных сил России (КЕПС). Президент Вольного экономического общества (1906—1909), почётный президент Русского ботанического общества (1915).

## Биография
Родился 17 (29) июня 1835 года в Сокольниках, близ Москвы. Окончив в 1853 году с первой серебряной медалью 3-ю Санкт-Петербургскую гимназию, поступил на естественное отделение физико-математического факультета Санкт-Петербургского университета. Занимался ботаникой под руководством профессора Л. С. Ценковского. На втором курсе получил золотую медаль за работу «Естественная история хвойных Санкт-Петербургской флоры». Окончив университет кандидатом в 1859 году отправился на собственный счёт за границу, где провёл два года, работая в Гейдельберге, Фрейбурге (занимался у А. де Бари) и на берегу Средиземного моря.
По возвращении в Петербург защитил в 1861 году магистерскую диссертацию «Опыт химико-физиологического исследования над созреванием винограда» и начал читать лекции по анатомии и физиологии растений в Санкт-Петербургском университете. В том же году получил кафедру ботаники в Медико-хирургической академии, которую скоро оставил, всецело посвятив свои силы университету.
После защиты диссертации на степень доктора ботаники в 1867 году («Действие света на водоросли и другие близкие к ним организмы») был утверждён в звании экстраординарного профессора. В 1872 году назначен ординарным профессором Санкт-Петербургского университета. В 1878—1889 годах был профессором Высших женских курсов.
В 1878 году А. С. Фаминцын был избран адъюнктом Императорской академии наук, а впоследствии экстраординарным (1883) и с 9 марта 1891 года — ординарным академиком. В 1889 году он оставил университет, получив звание почётного его члена. При Академии наук Фаминцын устроил ботаническую лабораторию.
В 1890 году Фаминцын основал и возглавил лабораторию анатомии и физиологии растений при Академии наук (ныне Институт физиологии растений имени Тимирязева Российской Академии наук).
В 1906—1909 годах Фаминцын возглавлял Императорское Вольное экономическое общество (до того с 1903 года был его вице-президентом).
Фаминцын входил вместе с другими крупнейшими учёными (А. П. Карпинский, М. А. Рыкачёв, И. П. Павлов, Н. С. Курнаков и др.) в состав Комиссия по изучению естественных производительных сил России (КЕПС), организованной в Академии наук по инициативе группы академиков во главе с В. И. Вернадский в 1915 году в связи с Первой мировой войной.

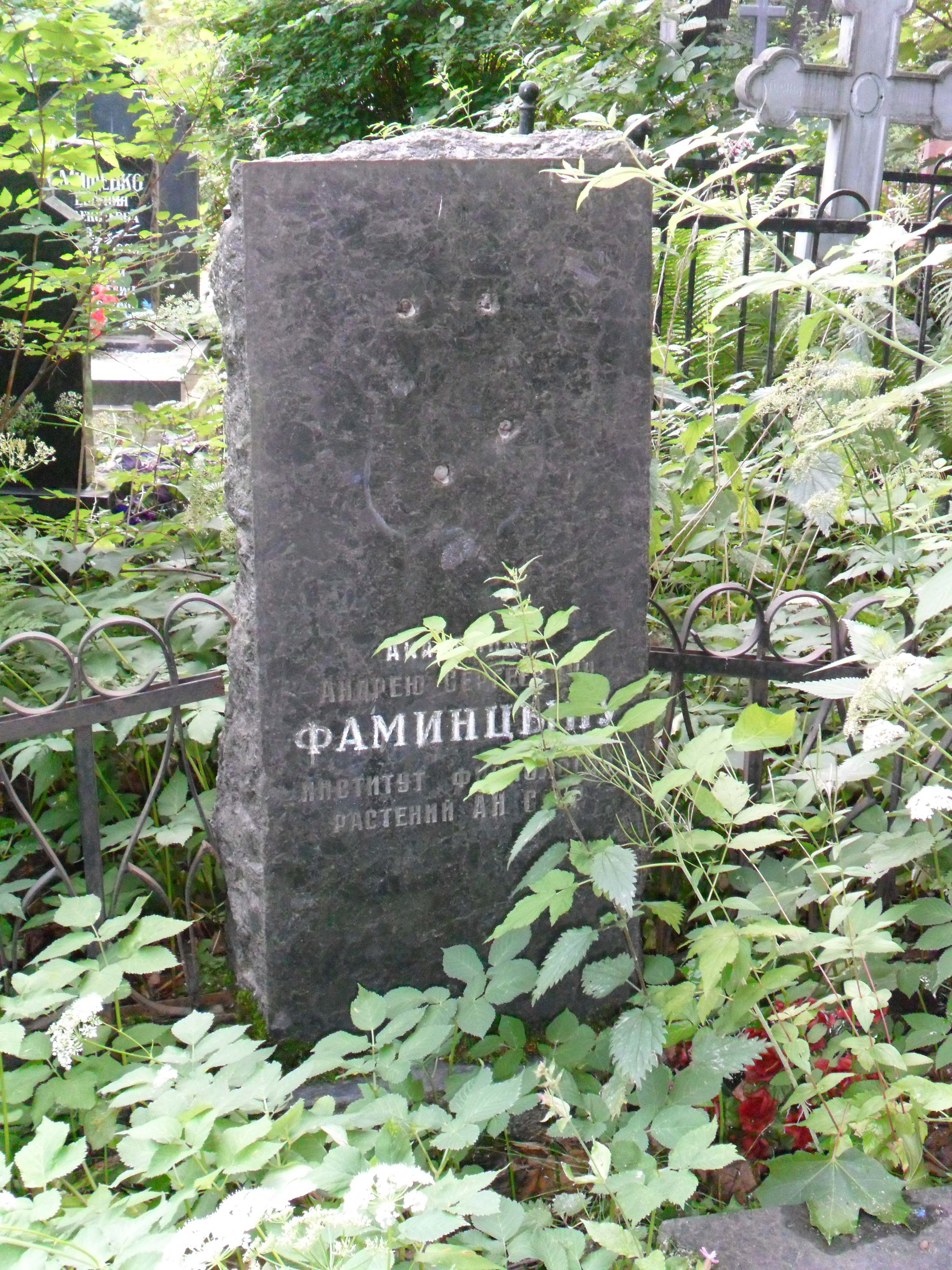
Могила А. С. Фаминцына на Смоленском православном кладбище в Санкт-Петербурге

Фаминцын не был в числе членов учредительного съезда Русского ботанического общества в 1915 году, но как академик всячески содействовал его организации и проведению и в 1916 году он был избран почётным президентом Общества и вошёл в состав его первого Совета.
Умер 8 декабря 1918 года в Петрограде. Похоронен на Смоленском православном кладбище.
Чисто физиологические исследования Фаминцына посвящены главным образом влиянию света на различные физиологические процессы. Объектом для исследований по большей части служили водоросли. Фаминцын изучил также влияние света на движение зооспор, на образование хлорофилла и т. д. Фаминцын впервые применил (1868) лампы (керосиновые) для выращивания растений.
Кроме физиологических исследований, Фаминцыну принадлежит ряд работ анатомических и морфологических. Морфологические исследования посвящены вопросу о зародышевых пластах, а также выяснению природы лишайников. Попытка заставить гонидии лишайников жить самостоятельной жизнью привела к открытию симбиоза грибов с водорослями. В 1869 году Фаминцын и Осип Васильевич Баранецкий обнаружили, что зелёные клетки в лишайнике — одноклеточные водоросли. Фаминцын и Баранецкий идентифицировали их со свободноживущей водорослью требуксией (Trebouxia). Это открытие было воспринято современниками как «удивительнейшее».
Фаминцыну принадлежат также исследования над сферокристаллами углекислого кальция и сравнение их строения со строением крахмальных зёрен.
В начале XX века К. С. Мережковский (1905, 1909) и Фаминцын (1907) выдвинули гипотезу о ведущей роли симбиоза в прогрессивной эволюции органического мира (гипотеза симбиогенеза), рассматривая, например, хлоропласты цветковых растений как видоизменённые симбиотические водоросли.
Фаминцын впервые (1883) ввёл термин «обмен веществ» применительно к растениям.
Фаминцын рассматривал испарение воды растениями «как сложнейшую функцию растений, в которой не только отражаются внешние влияния, но и все процессы, происходящие внутри растения».

## Учёные труды
- Beitrag zur Kenntniss der Valonia utricularis // Bot. Zeitung. — 1860.
- Die Wirkung des Lichtes auf das Wachsen der keimenden Kresse // Mem. de l’Acad. de Sc. de St.-Petersbourg, VII сер.. — 1865. — Т. VIII.
- Die Wirkung des Kerasin-Lampenlichtes auf Spirogyra orthospira // Bull. de l’Acad. de Sc. de St.-Petersbourg. — 1865. — Т. X. — С. 4.
- Die Wirkung des Lichtes auf Bewegung der Chlamydomonos pulvisculus, Euglena viridis und Oscillatoria insignis // Mélanges biologiques de l’Acad. de Sc. de St.-Petersbourg. — 1866. — Т. 6.
- Die Wirkung des Lichtes auf das Ergrünen der Pflanzen // Pringsheim’s Jahrbücher. — 1866. — Т. VI.
- Die Wirkung des Lichtes und der Dunkelheit auf die Vertheilung der Chlorophyllkörner in den Blättern von Mnium // Mélanges biologiques de l’Acad. de Sc. de St.-Petersbourg. — 1867. — Т. VI.
- Beitrag zur Entwickelungsgeschichte der Gonidien und Zoosporenhildung der Physcia parietina // Bot. Zeitung. — 1867.
- Die Wirkung des Lichtes auf die Zelltheilung der Spirogyra // Mélanges biologiques de l’Acad. de Sc. de St.-Petersbourg. — Т. VI.
- Vortrag über Amylum-artige Gebilde des kohlensauren Kalkes // Verhandl. d. naturh.-med. Vereins zu Heidelberg. — 1869.
- Die anorganischen Salze als ausgezeichnetes Hülfsmittel zum Studium der Entwicklung niederer chlorophyllhaltiger Organismen // Botan. Zeitung. — 1871.
- Die Wirkung des Lichtes auf die Zelltheilung // Mélanges biologiques de l’Acad. de Sc. de St.-Petersbourg. — 1873. — Т. IX.
- Beitrag zur Kenntniss der Myxomyceten // Bot. Zeitung. — 1873.
- Beitrag zur Keimblattlehre im Pflanzenreiche // Mélanges biologiques de l’Acad. de Sc. de St.-Petersbourg. — Т. IX.
- Entwickelung der Blattspreite von Phaseolus multiflorus // Bot. Zeitung. — 1875.
- Beitrag zur Keimblattlehre im Pflanzenreiche // Mem. de l’Acad. de Sc. de St.-Petersbourg. — Т. XXII.
- Zweiter Beitrag zur Keimblattbildung im Pflanzenreiche // Bot. Zeitung. — 1876.
- Ueber Knospenbildung bei Equiseten // Mélanges biologiques de l’Acad. de Sc. de St.-Petersbourg. — Т. IX. — С. 573.
- Die Zerlegung der Kohlensäure durch Pflanzen bei künstlicher Beleuchtung // Mélanges biologiques de l’Acad. de Sc. de St.-Petersbourg. — 1880. — Т. X.
- Die Wirkung der Intensität des Lichtes auf bie Kohlensäurezersetzung durch Pflanzen. — 1880. — Т. X.
- Studien über Krystalle und Krystallite // Mem. de l’Acad. de Sc. de St.-Petersbourg. — 1884.
- Ueber Kieselsäuremembranen und geschichtete Myelingebilde // Mélanges biologiques de l’Acad. de Sc. de St.-Petersbourg. — 1884.
- Исследование состава золы цветени сосны, Фаминцына и Пржибытка // Тр. С.-Петерб. об-ва. естествоиспытателей. — 1885. — Вып. XVI.
- Ueber Knospenbildung bei Phanerogamen // Bull. de l’Acad. de Sc. de St.-Petersbourg. — Т. XXX.
- Учебник физиологии растений, СПБ, 1887
- Beitrag zur Symbiose von Algen und Thieren // Mém. de l’Acad. de Sc. de St.-Petersbourg. — 1889. — Т. XXXVI.
- О психической жизни простейших представителей живых существ // Тр. VIII съезда русских естествоиспытателей и врачей. — 1890.
- Обзор ботанической деятельности в России за 1890, 1891, 1892 и 1893 гг.
- О симбиозе водорослей с животными // Тр. Ботанич. лаборатории Имп. акад. наук. — 1891. — № 1.
- Новая форма из бактерий Nevskia ramosa // Тр. Ботанич. лаборатории Имп. акад. наук. — 1891. — № 1.
- О судьбе хлорофилловых зёрен в семенах и проростках // Тр. Ботанич. лаборатории Имп. акад. наук. — 1893.
- Современное естествознание и психология (1898).
- Обмен веществ и превращение энергии в растениях, СПБ, 1883
- К реформе учебного дела в России // Вестник Европы. — 1901. — № 6.
- О роли симбиоза в эволюции организмов // Зап. Имп. акад. наук, физ.-мат. отд. Серия 8. — 1907. — Т. 20, № 3. — С. 1—14.

## Память
На фасаде Дома академиков в Санкт-Петербурге, расположенном по адресу: 7-я линия Васильевского острова, 2/1, лит. А, установлена мемориальная доска с текстом: «Здесь жил академик Андрей Сергеевич Фаминцин 1835—1918. Выдающийся ботаник».